# Сноп (1899)
„Сноп“ е вестник на революционен ученически кръжок в Солунската българска мъжка гимназия, издаван в 1899 година в Солун, Османска империя.
Печата се на хектограф. Издаван е заедно с вестник „Верига“ по време на Ученическия бунт.